# Раціоналізація (соціологія)
У соціології, термін раціоналізація вживається у відношенні до заміщення традицій, цінностей та емоцій як мотиваторів поведінки в суспільстві раціональними, прорахованими мотиваторами. Наприклад, введення бюрократичних процедур та структур в урядуванні, або побудова багатоквартирних житлових будівель у архітектурі та урбаністичному плануванні є різновидами раціоналізації.
Багато соціологів, критичних теоретиків та сучасних філософів вважають, що раціоналізація, яку хибно ототожнюють з прогресом, має негативний і дегуманізаційний ефект на суспільство, відчужуючи модерність від центральних положень Просвітництва. Основположники соціології критикували і діяли у відповідь на процеси раціоналізації:

## Також дивіться
- Модерність
- Розчарування
- МакДональдизація
- Товарний фетишизм
- Постмодерність
- Консюмеризм
- Індустріалізація
- Урбанізація
- Секуляризація
- Раціональність і влада
- Залізна клітка

## Виноски
1. ↑  Habermas, Jürgen, The Philosophical Discourse of Modernity, Polity Press (1985), ISBN 0-7456-0830-2, p2
2. ↑  Harriss, John. The Second Great Transformation? Capitalism at the End of the Twentieth Century in Allen, T. and Thomas, Alan (eds) Poverty and Development in the 21st Century, Oxford University Press, Oxford. p325.

## Додаткова література
- Adorno, Theodor. Negative Dialectics. Translated by E.B. Ashton, London: Routledge, 1973
- Bauman, Zygmunt. Modernity and The Holocaust. Ithaca, N.Y.: Cornell University Press 1989. ISBN 0-8014-2397-X
- Green, Robert W. (ed.). Protestantism, Capitalism, and Social Science. Lexington, MA: Heath, 1973.
- «McDonaldzation principles», Macionis, J., and Gerber, L. (2010). Sociology, 7th edition